# Винчиљијата (Фиренца)
Винчиљијата је насеље у Италији у округу Фиренца, региону Тоскана.
Према процени из 2011. у насељу је живело 11 становника. Насеље се налази на надморској висини од 258 м.